# Hexatoma (Eriocera) brunneipes
Hexatoma (Eriocera) brunneipes is een tweevleugelige uit de familie steltmuggen (Limoniidae). De soort komt voor in het Neotropisch gebied.